# Bruce Catton
Pour les articles homonymes, voir Catton.
Charles Bruce Catton (9 octobre 1899 – 28 août 1978) est un historien, écrivain et journaliste américain. Il est célèbre pour ses ouvrages sur la guerre de Sécession. Il est l'un des tenants de l'histoire populaire (popular history), écrivant d'une manière qui s'éloigne du style académique, tout en construisant un travail scientifique. 
Il remporte en 1954 le prix Pulitzer d'histoire pour A Stillness at Appomattox (en), qui traite de la dernière phase militaire de la guerre de sécession en Virginie.

## Biographie

### Jeunesse et carrière dans le journalisme
Charles Bruce Catton naît à Petoskey, dans le Michigan le 9 octobre 1899. Ses parents sont George R. and Adela M. (Patten) Catton. Il grandit à Benzonia, dans le Michigan. Son père est un ministre de l'église congrégationaliste, travaillant comme enseignant à l'académie de Benzonia, dont il devient plus tard le directeur. Enfant, il entend les récits des anciens combattants de la guerre de sécession. Dans ses mémoires, Waiting for the Morning Train, publié en 1972) précise l'importance de ces histoires sur sa future carrière.
En 1916, Catton va à l'Oberlin College, qu'il quitte avant d'obtenir son bachelor's degree, en raison de l'engagement américain dans la Première Guerre mondiale.
Après avoir servi brièvement dans la Marine américaine pendant la Première Guerre mondiale, il devient journaliste pour différents titres, d'abord The Cleveland News ou il travaille en indépendant, puis le Boston American (de 1920 à 1924), et The Plain Dealer de Cleveland (1925). Le 16 août 1925, Bruce Catton épouse Hazel H. Cherry. Ils ont un fils en 1926, William Bruce Catton, lui aussi historien, qui enseigne l'histoire à l'Université de Princeton et au Middlebury College dans le Vermont, où il a été le premier Professeur d'Histoire de la chaire Charles A. Dana (Charles A. Dana Professor of History).
De 1926 à 1941, il travaille pour la Newspaper Enterprise Association, un syndicat de la E. W. Scripps Company, où il écrit des éditoriaux et des critiques de livres. Il est aussi correspondant à Washington. Il tente deux fois, sans succès, de reprendre ses études. l'Oberlin College lui décerne un diplôme honorifique en 1956.
Au début de Seconde Guerre mondiale, il est trop âgé pour s'engager dans l'armée. En 1941, il accepte le poste de directeur de l'information pour le War Production Board. Il a par la suite des fonctions similaires au département du Commerce des États-Unis et au département de l'Intérieur des États-Unis. Ses expériences dans le milieu des hauts fonctionnaires de Washington l'amènent à en tirer son premier ouvrage, The War Lords Of Washington, en 1948. L'ouvrage n'est pas un succès commercial, mais il décide de démissionner et devient écrivain à plein temps.
En 1954, Catton fonde et devient le rédacteur en chef de la revue American Heritage.

### Carrière d'historien
Au début des années 1950, Catton se spécialise dans l'histoire de la guerre de Sécession, et publie trois livres connus collectivement comme trilogie de l'Armée du Potomac, une histoire de l'armée pendant ce conflit. Pour Mr. Lincoln's Army, le premier volume paru en 1951, Catton traite de la formation de l'armée, du commandement de George B. McClellan, de la campagne de la Péninsule, de la campagne de Virginie Septentrionale, et de la bataille d'Antietam. dans le volume suivant, Glory Road, publié en 1952, il poursuit son récit, de la bataille de Fredericksburg à la bataille de Gettysburg. Enfin, pour le dernier volume de la trilogie, A Stillness at Appomattox, publié en 1953, il traite des campagnes d'Ulysses S. Grant en Virginie, de 1864 à la fin de la guerre, en 1865. Il rencontre un succès commercial et remporte le prix Pulitzer d'histoire, et un National Book Award de la non-fiction, tous deux pour ce dernier tome. Les trois volumes sont réédités en un seul en 1988, sous le titre Bruce Catton's Civil War.
De 1961 à 1965, à l'occasion du centenaire de la guerre de Sécession, Bruce Catton publie une autre trilogie, The Centennial History of the Civil War. Contrairement à la précédente trilogie, ces nouveaux ouvrages s'éloignent de l'histoire militaire pour porter aussi le regard sur des sujets sociaux, politiques et économiques. Dans le premier volume, The Coming Fury, publié en 1961, il étudie les causes de la guerre, jusqu'à la première bataille de Bull Run. Dans le suivant, Terrible Swift Sword, paru en 1963, il traite de l'effort de guerre des deux camps. L'ouvrage s'étend jusqu'à la Bataille de Fredericksburg. Dans le troisième volume, Never Call Retreat, publié en 1965, il s'intéresse aux batailles de Vicksburg et de Gettysburg, et des derniers affrontements de 1864 et 1865, avant la défaite des Confédérés.
Après la publication de Captain Sam Grant, en 1950, par l'historien et biographe Lloyd Lewis, Bruce Catton écrit le deuxième et le troisième volume de cette trilogie. Il utilise pour ce faire les archives de Lloyd Lewis, fournies par sa veuve, Kathryn Lewis, qui choisit elle-même Bruce Catton, pour terminer l’œuvre de son mari. Dans Grant Moves South (1960), il s'intéresse à l'évolution des compétences militaires de Grant, en regardant ses prestations à la bataille de Fort Henry, la bataille de Fort Donelson, la bataille de Shiloh, et pendant la campagne de Vicksburg. Dans Grant Takes Command, paru en 1969, il s'intéresse au commandement de Grant depuis la bataille de Chattanooga, aux affrontements contre Robert E. Lee en Virginie, jusqu'à la fin du conflit.
En plus de ces trois trilogies, Catton a beaucoup écrit à propos de la guerre de sécession tout au long de sa carrière. Dans U. S. Grant and the American Military Tradition, publié en 1954, il rédige une biographie qui fait référence sur le sujet. Dans Banners at Shenandoah: A Story of Sheridan's Fighting Cavalry (1955), il rédige un ouvrage à destination des jeunes lecteurs consacré à Philip Sheridan, quand ce dernier se trouve dans la vallée de Shenandoah, en 1864. This Hallowed Ground, publié en 1956, est un récit de la guerre du point de vue unioniste. Dès sa publication, il est salué par la critique et reçoit le prix Fletcher Pratt en 1957.
Dans America Goes to War, paru en 1958, Bruce Catton développe l'idée que la guerre de sécession est l'une des premières guerres totales. Dans The American Heritage Picture History of the Civil War (1960), Catton écrit la documentation d'un ouvrage comprenant plus de 800 peintures et photographies de la guerre de sécession. Il reçoit une citation en 1961, une forme de prix spécial remis à l'occasion du prix Pulitzer d'histoire. Dans les Two Roads to Sumter, paru en 1963, écrit avec son fils William, Catton a raconté les 15 années précédant la guerre, du point de vue d'Abraham Lincoln et Jefferson Davis. Dans Gettysburg: The Final Fury, publié en 1974, il raconte la bataille de Gettysburg, en s'appuyant sur des photographies et des illustrations.
En outre, Catton a publié d'autres ouvrages d'histoire, hors de la thématique de la guerre de sécession, comme Four Days: The Historical Record Of The Death Of President Kennedy (1964), un ouvrage de 144 pages en collaboration avec le magazine American Heritage et United Press International qui traitre de l'assassinat de John F. Kennedy, et en Waiting for the Morning Train, en 1972, une autobiographie racontant son enfance dans le Michigan. Vers la fin de sa vie, Bruce Catton publie Michigan: A Bicentennial History, en 1976 et The Bold & Magnificent Dream: America's Founding Years, 1492–1815, en 1978.
Bruce Catton, meurt à l’hôpital, près de sa maison de vacances à Francfort, dans le Michigan, d'une maladie respiratoire. Il est enterré au cimetière de Benzonia Canton, dans le comté de Benzie, Michigan.
En 1977, l'année qui précède celle de sa mort, il reçoit la médaille présidentielle de la Liberté, des mains de Gerald Ford, qui déclare que l'historien « nous a fait entendre les sons de la bataille et chérir la paix » (« made us hear the sounds of battle and cherish peace »).
Bruce Catton était l'un des historiens les plus connus du grand public, parmi les spécialistes de la guerre de sécession. Il reçoit au cours de sa vie de très nombreux doctorats honorifiques.
Ses archives sont conservées au Military College de Caroline du Sud.

## Publications
- The War Lords of Washington.  New York: Harcourt, Brace, & Co., 1948.
- Trilogie Army of the Potomac
  - Mr. Lincoln's Army. New York: Doubleday and Company, 1951.
  - Glory Road. New York: Doubleday and Company, 1952.
  - A Stillness at Appomattox. New York: Doubleday and Company, 1953.
- U.S. Grant and the American Military Tradition. Boston: Little, Brown and Company, 1954.
- Banners at Shenandoah: A Story of Sheridan's Fighting Cavalry. New York: Doubleday and Company, 1955.
- This Hallowed Ground. New York: Doubleday and Company, 1956.
- America Goes to War. Middletown: Wesleyan University Press, 1958.
- The American Heritage Picture History of the Civil War. New York: American Heritage Publishing, 1960.
- The American Heritage Short History of the Civil War. New York: American Heritage Publishing, 1960.
- Grant Moves South. Boston: Little, Brown and Company, 1960.
- The Coming Fury. New York: Doubleday and Company, 1961.
- Terrible Swift Sword. New York: Doubleday and Company, 1963.
- Two Roads to Sumter. New York: McGraw-Hill, 1963.
- Four Days: The Historical Record Of The Death Of President Kennedy. New York: American Heritage Publishing, 1964.
- Never Call Retreat. New York: Doubleday and Company, 1965.
- Grant Takes Command. Boston: Little, Brown and Company, 1969.
- Waiting for the Morning Train. New York: Doubleday and Company, 1972.
- Gettysburg: The Final Fury. New York: Doubleday and Company, 1974.
- Michigan: A Bicentennial History. New York: W. W. Norton & Company, 1976.
- The Bold & Magnificent Dream: America's Founding Years, 1492–1815. New York: Doubleday and Company, 1978.

## Prix Bruce Catton
Depuis 1984, le prix Bruce Catton est décerné à des auteurs d'ouvrages historiques. Le prix est créé par l'American Heritage Publishing Company, et la Society of American Historians. Il n'est plus décerné depuis 2006.
Le prix a été décerné à Dumas Malone (1984), C. Vann Woodward (1986), Richard B. Morris (1988), Henry Steele Commager (en) (1990), Edmund S. Morgan (1992), John Hope Franklin (1994), Arthur Meier Schlesinger (1996), Richard N. Current (1998), Bernard Bailyn (2000), Gerda Lerner (2002), David Brion Davis (2004), et David Herbert Donald (2006).